# Kali (India)
Kali è una suddivisione dell'India, classificata come municipality, di 34.223 abitanti, situata nel distretto di Ahmedabad, nello stato federato del Gujarat. In base al numero di abitanti la città rientra nella classe III (da 20.000 a 49.999 persone).

## Geografia fisica
La città è situata a 23° 05' 41 N e 72° 34' 21 E.

## Società

### Evoluzione demografica
Al censimento del 2001 la popolazione di Kali assommava a 34.223 persone, delle quali 18.266 maschi e 15.957 femmine. I bambini di età inferiore o uguale ai sei anni assommavano a 3.470, dei quali 2.016 maschi e 1.454 femmine. Infine, coloro che erano in grado di saper almeno leggere e scrivere erano 27.964, dei quali 15.691 maschi e 12.273 femmine.